# Federico Wolff
Federico Wolff Arlt (geboren als Fritz Wolff 8. Mai 1926 in Berlin; gestorben 12. April 1988 in Buenos Aires) war ein deutsch-uruguayischer Schauspieler und Theaterregisseur.

## Leben
Fritz Wolff wuchs in Berlin als Kind jüdischer Eltern auf, er hatte einen Bruder. 1938 gelang der Familie die Flucht nach Uruguay. Wolff wurde Schauspieler und spielte von 1944 bis 1954 im von Fred Heller gegründeten deutschsprachigen Exiltheater Die Komödie. Er arbeitete dann in verschiedenen Theatern Uruguays und gründete 1961 mit dem Teatro Universal seine eigene Kompanie. Sein spanischsprachiges Schauspieldebüt gab er als Gaucho im Stück Juan Moreira von Eduardo Gutiérrez im Theater El Galpón unter der Regie von Atahualpa Del Cioppo. Er brachte vor allem das europäische Gegenwartstheater mit Übersetzungen auf die Bühne.
Im Jahr 1966 nahm er am 6. Theater Kongress auf Kuba teil. Er wurde 1966 in die DDR und in die Tschechoslowakei eingeladen und war 1968 Gast beim Berliner Ensemble. 1972 hielt er sich auch in der Bundesrepublik Deutschland auf.
Wolff musste bei der Machtübernahme durch die Militärdiktatur 1973 Uruguay verlassen und ging nach Argentinien.

## Übersetzungen
- 10 obras de autores contemporáneos ; colección didáctica. 1982

## Inszenierungen (Auswahl)
- Paul Willems: Off y la luna, 1959, Teatro Universitario
- Luis Novas Terra: Pan y circo, 1959, Teatro Libre
- Roli y Vincenroni: Sacco y Vanzetti, 1962, Teatro Universitario
- Friedrich Dürrenmatt: Los físicos, 1963, Teatro Universitario
- Brendan Behan: El rehen, 1968, Teatro Universitario
- Rolf Hochhuth: El vicario, 1968, Teatro Universitario
- Friedrich Dürrenmatt: La ópera de la banca privada, 1968, Teatro Universitario
- Heinar Kipphardt: El caso Oppenheimer, 1968, Teatro Universitario
- Peter Weiss: Marat Sade, 1968, Teatro Universitario
- Arthur Schnitzler: La ronda, 1968, Teatro Universitario
- Pavel Kohout: Hoy circo hoy, 1968, Teatro Universitario
- Harold Pinter: La vuelta al hogar, 1968 Teatro Universitario
- Jean Paul Sartre: El diablo y el buen dios, 1971, Comedia Nacional